# C. S. Lee
Ne doit pas être confondu avec C. Y. Lee.
Pour les articles homonymes, voir Lee.
Charles Seunghee Lee est un acteur sud-coréano-américain, né le 30 décembre 1971 à Cheongju (Corée du Sud).
Il est principalement connu pour son rôle de Vince Masuka dans la série télévisée Dexter.

## Filmographie
- 2004 : Et l'homme créa la femme : figurant
- 2004-2006 : New York, section criminelle : le détective Choi
- 2006 : Les Soprano : Dr Ba
- 2006-2013 : Dexter : Vince Masuka
- 2007 : Chuck (saison 1) : Harry Tiberius Tang (6 épisodes)
- 2007 : The Unit : Commando d'élite (saison 2,  épisode 13) : un marin sud-coréen
- 2008 : Monk (saison 6, épisode 15) : Adjoint Bell
- 2009 : Unborn (The Unborn) : Dr Caldwell
- 2011 : Unforgettable (saison 1 épisode 10) : Howard « Huey » Lang
- 2013 : Blue Bloods (saison 4, épisode 4) : Mr. Lin
- 2014 : Esprits Criminels (saison 10, épisode 2): Justin Leu
- 2015 : True Detective (saison 2, épisode 2) : Richard Geldof
- 2017 : Sneaky Pete (2017) : Joseph Lee
- 2018 : Chicago Med : Bernard 'Bernie' Kim
- 2019 : The Rookie : Le flic de Los Angeles (saison 2, épisode 13 - L'Héritage)
- 2019 : Mission Paradis (Come as You Are) de Richard Wong
- 2020 : All Together Now de Brett Haley : Chee
- 2022 : Day Shift de J. J. Perry
- 2025 : How to Be a Bookie (série télévisée) : Jack Han
- 2023-2025 : For All Mankind (série télévisée) : Lieutenant Colonel Lee Jung-Gil
- 2023 : Code Quantum (saison 2, épisode 5) : Jin Park
- 2025 : Dexter Resurrection: Vince Masuka